# Верховный Совет СССР
Верхо́вный Сове́т Сою́за Сове́тских Социалисти́ческих Респу́блик (Верхо́вный Сове́т СССР) — высший орган государственной власти в 1938—1989 годах, высший законодательный и представительный орган Союза Советских Социалистических Республик, действовавший в период с 1938 по 1991 год. В 1938—1989 годах собирался на сессии, в 1989—1991 годах являлся постоянно действующим законодательным органом власти Советского Союза.
Верховный Совет обладал не только законодательной, но и частично исполнительной и контролирующей властью. Издаваемые Верховным Советом СССР законы являлись источником права; Верховный Совет формально считался коллективным главой государства (в периоды между сессиями функции Верховного Совета исполнял его Президиум). Начиная с 1989 года единоличным главой государства стал председатель Верховного Совета СССР, а начиная с 1990 года — президент СССР.
В 1930-х годах планировалось сделать правительственным зданием Верховного Совета СССР «Дворец Советов», который так и не был построен. Помещение Верховного Совета СССР располагалось в Кремле.

## История
Верховный Совет СССР был учреждён Конституцией СССР 1936 года. В качестве высшего представительного органа государственной власти СССР он заменил Съезд Советов СССР и Центральный исполнительный комитет СССР. Последний продолжал функционировать до первой сессии Верховного Совета СССР, которая состоялась в Москве 12 января 1938 года.
Выборы депутатов в Верховный Совет СССР проводились всеобщим, равным и прямым голосованием населения на безальтернативной основе (до 1989 года).
Верховный Совет не был профессиональным парламентом, таким как Госдума РФ. 
В СССР большая часть депутатов избиралась из среды трудовых коллективов, и свои полномочия они осуществляли без отрыва от производства. Дважды в год делегаты съезжались на сессию Верховного Совета, длившуюся всего несколько дней, а в остальное время трудились по основному месту, получая там же зарплату. При этом они имели известные льготы, им возмещали затраты, связанные с их депутатской деятельностью, — командировочные и прочие расходы.

### Перестройка
В июне 1988 года генеральный секретарь ЦК КПСС М. С. Горбачёв на XIX конференции объявил курс на политическую реформу. 1 декабря 1988 года был принят новый закон СССР «О выборах народных депутатов СССР» и внесены необходимые изменения в Конституцию СССР 1977 года.
25 мая 1989 года начался I Съезд народных депутатов СССР, который избрал председателем Верховного Совета М. С. Горбачёва. Начиная с 1989 года Верховный Совет СССР избирался Съездом народных депутатов СССР.
15 марта 1990 года Горбачёв был избран Съездом народных депутатов СССР на пост президента СССР. На посту председателя Верховного Совета его сменил А. И. Лукьянов.
18 августа 1991 года рядом руководителей правительства СССР и ЦК КПСС, выступавшими против планов ликвидации действующего союзного государства (СССР) и создания конфедеративного Союза Суверенных Государств, был сформирован Государственный комитет по чрезвычайному положению с целью остановить распад СССР. 21 августа постановления ГКЧП были отменены указом вице-президента СССР Геннадия Янаева по требованию Президиума Верховного Совета СССР.
29 августа председатель Верховного Совета СССР Анатолий Лукьянов был арестован по делу ГКЧП, а 4 сентября — освобождён от должности.

### Изменение структуры Верховного Совета и роспуск
Согласно статье 111 Конституции СССР в редакции от 26 декабря 1990 года в Верховном Совете СССР существовали две равноправные палаты: Совет Союза и Совет Национальностей, и обе они избирались Съездом народных депутатов СССР.
5 сентября 1991 года Съезд народных депутатов СССР принял закон «Об органах государственной власти и управления Союза ССР в переходный период», радикально изменивший структуру органов власти. Согласно этому закону, на переходный период Верховный Совет СССР трансформировался в высший представительный орган власти Союза ССР, состоящий из двух самостоятельных палат: Совета Республик и Совета Союза. Упразднялась должность Председателя Верховного Совета СССР и Президиум Верховного Совета СССР. В Совет Республик делегировались высшими органами государственной власти (Верховными Советами) союзных республик по 20 депутатов от каждой из них + по одному депутату от каждой автономии в составе делегации соответствующей союзной республики (из числа народных депутатов СССР и народных депутатов союзной республики). Каждая делегация имела один решающий голос. В Совет Союза делегировались народные депутаты СССР от соответствующих республик по согласованию с высшими органами власти союзных республик по тем же квотам, что и в Совет Союза Верховного Совета СССР первого [XII] созыва. В части 1 статьи 8 этого закона было оговорено, что существующие «положения Конституции СССР действуют в части, не противоречащей настоящему Закону».
Совет Республик и Совет Союза Верховного Совета СССР по закону от 5 сентября могли совместными решениями вносить изменения в Конституцию СССР, принимать в состав Союза ССР новые государства, заслушивать президента СССР по наиболее важным вопросам внутренней и внешней политики, утверждать союзный бюджет и отчёт о его исполнении, объявлять войну и заключать мир.
Совет Республик принимал решения об организации и порядке деятельности союзных органов, ратифицировал и денонсировал международные договоры Союза ССР.
Совет Союза рассматривал вопросы обеспечения прав и свобод граждан СССР. Законы, принятые Советом Союза, вступали в силу после их одобрения Советом Республик.
На период до начала работы нового состава Верховного Совета сохранялись полномочия ранее избранного Верховного Совета и его органов. Статус народного депутата СССР был сохранён за всеми депутатами на срок их полномочий, включая право депутатов на участие в работе Верховного Совета СССР и его органов.
18 октября Верховный Совет РСФСР принял постановление об утверждении состава делегации РСФСР в Совете Республик и о согласии с составом депутатской группы РСФСР в Совете Союза. Однако, согласно части 2 статьи 1 Закона СССР «Об органах государственной власти и управления Союза ССР в переходный период», принятие данного решения находилось в компетенции Съезда народных депутатов РСФСР, поскольку именно он, а не Верховный Совет, являлся высшим органом государственной власти РСФСР. Возобновивший 28 октября свою работу V Съезд народных депутатов РСФСР не принимал решения о делегировании народных депутатов СССР и РСФСР в новый состав Верховного Совета СССР или об утверждении упомянутого постановления российского парламента.
Первая сессия Верховного Совета СССР нового состава начала работу 21 октября. Председателем Совета Республик был избран народный депутат Казахской ССР Ануарбек Алимжанов, председателем Совета Союза — Константин Лубенченко. Были приняты временные регламенты палат, которыми установлены процедуры рассмотрения вопросов и принятия решений.
8 декабря руководителями России, Украины и Белоруссии было подписано Беловежское соглашение, в преамбуле которого констатировалось прекращение существования СССР. Соглашение было ратифицировано Верховным Советом РСФСР 12 декабря. Тогда же Верховные Советы Белорусской ССР и РСФСР отозвали членов Верховного Совета СССР, представлявших данные республики, в результате чего Совет Союза (нижняя палата Верховного Совета) лишился кворума, что было констатировано его председателем К. Д. Лубенченко на заседании 17 декабря. На этом работа Верховного Совета СССР фактически была прекращена.
16 декабря Президиум Верховного Совета РСФСР постановил передать в ведение российского парламента все здания и сооружения, ранее принадлежавшие Верховному Совету СССР (в том числе жилые), лечебно-оздоровительные, медицинские организации и другие учреждения с их недвижимым и движимым имуществом, денежные средства в рублях и иностранной валюте, помещённые в банках, страховых, акционерных обществах, совместных предприятиях и иных учреждениях и организациях.
17 декабря группа оставшихся членов Совета Союза приняла заявление в связи с подписанием Беловежского соглашения и ратификацией его Верховными Советами России, Белоруссии и Украины, в котором объявила, что считает принятые решения о ликвидации общегосударственных органов власти и управления незаконными и не отвечающими сложившейся ситуации и жизненным интересам народов, и заявила, что в случае дальнейшего осложнения обстановки в стране оставляет за собой право созыва в будущем Съезда народных депутатов СССР.
18 декабря Совет Республик заявил, что считает Соглашение о создании СНГ реальной гарантией выхода из острейшего политического и экономического кризиса, а также объявил о недопустимости антиконституционных действий по отношению к Верховному Совету СССР и президенту СССР. В тот же день президент СССР Михаил Горбачев предложил провести после ратификации Беловежского соглашения остальными республиками (кроме прибалтийских республик и Грузии, которые не подписывали соглашение) заключительное заседание Верховного Совета СССР, который принял бы своё постановление о прекращении существования Советского Союза и передаче всех его законных прав и обязательств Содружеству Независимых Государств.
24 декабря 1991 года постановлением Совета Республик была прекращена деятельность Верховного Совета СССР и его органов. 24 декабря председатель Совета Республик Ануарбек Алимжанов на заседании палаты выступил с заявлением о необходимости принятия решения о правовом порядке прекращения союзной государственности в связи с созданием СНГ. Депутаты приступили к обсуждению соответствующих актов.
26 декабря сессия Совета Республик, из которой на тот момент не были отозваны только представители Казахстана, Киргизии, Узбекистана, Таджикистана и Туркменистана, приняла под председательством Алимжанова декларацию № 142-Н о прекращении существования СССР в связи с образованием СНГ. В тот же день председатель Совета Союза Константин Лубенченко издал распоряжение № 141—Н, в котором говорилось об освобождении народных депутатов СССР от выполнения служебных обязанностей на постоянной основе в Совете Союза Верховного Совета СССР и в органах палаты со 2 января 1992 года.

## Устройство
Срок полномочий Верховного Совета по Конституции 1936 года составлял 4 года, по Конституции 1977 года — 5 лет. Верховный Совет состоял из двух равноправных палат — Совета Союза и Совета Национальностей. Палаты могли заседать как по отдельности, так и совместно. На заседаниях проходили выступления делегатов, голосования и консультации.

### Представительство республик в Верховном Совете
Статья 110 союзной Конституции 1977 года в первоначальной редакции гласила:
Совет Союза и Совет Национальностей состоят из равного числа депутатов.
Совет Союза избирается по избирательным округам с равной численностью населения.
Совет Национальностей избирается по норме: 32 депутата от каждой союзной республики, 11 депутатов от каждой автономной республики, 5 депутатов от каждой автономной области и один депутат от каждого автономного округа.
По Конституции СССР союзные республики с разной численностью населения обладали равным числом представителей в Совете Национальностей ВС СССР — по 32 места. Точно так же различные автономные республики, автономные области и округа делегировали в Совет Национальностей одинаковое число депутатов (по 11, 5 и 1, соответственно). Однако крупные нации всё равно имели большинство благодаря доминированию в Совете Союза, состав которого (равный по численности Совету Национальностей) избирался пропорционально численности населения.

### Совет старейшин
Совет старейшин — совещательный рабочий орган Верховного Совета, образовывавшийся в каждой из палат. До 1989 года существование Совета старейшин не было юридически закреплено, и он функционировал в силу традиции, а после принятия 20 декабря 1989 года Регламента Съезда народных депутатов СССР и Верховного Совета СССР Совет старейшин получил правовой статус, его работе была посвящена статья 62 Регламента.
Совет старейшин создавался в каждой из палат (по квоте: Совет старейшин Совета Союза — один представитель на четырёх депутатов; Совет старейшин Совета Национальностей — по два представителя от каждой союзной республики и по одному от каждых автономной республики, автономной области и автономного округа); в задачи Совета старейшин входило предварительное решение организационных вопросов работы сессии Верховного Совета (обсуждение повестки дня, установление порядка обсуждения докладов и т. п.).

## Выборы и созывы
- Верховный Совет СССР 1 созыва — избран 12 декабря 1937, заседал с 1938 по 1946 (выборы во время Великой Отечественной войны не проводились, в связи с чем с 1942 года, после истечения первоначального 4-летнего срока полномочий, Президиум Верховного Совета ежегодно публиковал указ, продлевающий работу этого созыва ВС ещё на год);

| №                    | Период деятельности    | Дата избрания   |
| -------------------- | ---------------------- | --------------- |
| 1 созыв              | 1938—1946              | 12 декабря 1937 |
| 2 созыв              | 1946—1950              | 10 февраля 1946 |
| 3 созыв              | 1950—1954              | 12 марта 1950   |
| 4 созыв              | 1954—1958              | 14 марта 1954   |
| 5 созыв              | 1958—1962              | 16 марта 1958   |
| 6 созыв              | 1962—1966              | 18 марта 1962   |
| 7 созыв              | 1966—1970              | 12 июня 1966    |
| 8 созыв              | 1970—1974              | 14 июня 1970    |
| 9 созыв              | 1974—1979              | 16 июня 1974    |
| 10 созыв             | 1979—1984              | 4 марта 1979    |
| 11 созыв             | 1984—1989              | 4 марта 1984    |
| Верховный Совет СССР | 1989 — 31 августа 1991 |                 |

Верховный Совет СССР, избранный Съездом народных депутатов СССР, заседал с 1989 до 31 августа 1991 года.
Верховный Совет СССР в составе депутатов от 7 союзных республик и наблюдателей от 3 союзных республик — в официальных документах именовался «Верховным Советом СССР нового состава», состоял из двух палат (Совет Республик и Совет Союза), был сформирован на основании Закона СССР «Об органах государственной власти и управления Союза ССР в переходный период» от 05.09.1991. Верховный Совет заседал с 21 октября по 26 декабря 1991.
Выборам предшествовали собрания избирателей в избирательных округах, которые выдвигали кандидатов в депутаты. Как правило выдвигалось 1 либо 2 кандидата в округе. Если кандидатов было двое, то один был представителем высшего руководства СССР (генсек ЦК КПСС, председатель Совета министров, кто-то из министров или секретарей ЦК КПСС), а второй — кто-либо из местных кандидатов (руководитель местного обкома КПСС, местный Герой Соцтруда или передовик производства и.т.д.). 

## Подведомственные учреждения

### Комиссии
В Совете Союза и Совете Национальностей Верховного Совета СССР существовали следующие комиссии (идентичные для обеих палат):
- Мандатная комиссия;
- Комиссия законодательных предположений;
- Комиссия по иностранным делам;
- Комиссия по делам молодёжи;
- Комиссия по здравоохранению и социальному обеспечению;
- Планово-бюджетная комиссия;
- Комиссия по охране природы;
- Комиссия по сельскому хозяйству;
- Комиссия по промышленности;
- Комиссии по народному образованию, науке и культуре;
- Комиссия по транспорту и связи;
- Комиссия по торговле, бытовому обслуживанию и коммунальному хозяйству;
- Комиссия по товарам народного потребления;
- Комиссия по строительству и промышленности строительных материалов;
- Экономическая комиссия (1957—1966).

### Комитеты
- Комитет по заведованию учеными и учебными учреждениями при Президиуме Верховного Совета СССР (1937—1938).

## Удостоверение и нагрудный знак народного депутата СССР

### Правовой статус
В соответствии со статьёй 40 Закона «О статусе народных депутатов в СССР»: Депутат имеет депутатское удостоверение и нагрудный знак, которые выдаются ему после признания Советом полномочий депутата. Депутатским удостоверением и нагрудным знаком депутат пользуется в течение срока своих полномочий.

### Выдача
Положения об удостоверениях и нагрудных знаках народных депутатов, а также образцы удостоверений и нагрудных знаков утверждаются: для народных депутатов СССР — Президиумом Верховного Совета СССР; для народных депутатов союзных и автономных республик, депутатов местных Советов народных депутатов — Президиумами Верховных Советов соответствующих союзных и автономных республик.

## Верховные Советы союзных и автономных республик
Кроме Верховного Совета СССР, в Советском Союзе действовали также Верховные Советы в каждой из союзных и автономных республик. Верховные Советы республиканского уровня также возглавляли президиумы, однако все эти Советы были однопалатными.
Верховные советы союзных республик
- Верховный Совет Грузии — действовал до 1992 года. Преемники — Государственный совет Грузии (1992—1995) и Парламент Грузии (с 1995 года).
- Верховный Совет России — действовал до 4 октября 1993 года, когда был разогнан. Преемник — Федеральное собрание Российской Федерации.
- Верховный Совет Казахстана — действовал до 1995 года. Преемник — Парламент Республики Казахстан.
- Верховный Совет Карело-Финской ССР — действовал в период 1940—1956 годов. Предшественник (до 1940 года) и преемник (с 1956 года) — Верховный Совет Карельской АССР.
- Верховный Совет Белоруссии — действовал до ноября 1996 года. Преемник — Национальное собрание Республики Беларусь
- Верховный Совет Литвы — в 1991 году переименован в Сейм Литвы.
- Верховный Совет Молдавии — в 1991 году переименован в Парламент Молдавии.
- Верховный Совет Азербайджана — в 1991 году переименован в Национальный Совет Азербайджана, с 1992 года носит название Милли Меджлис (Национальное собрание) Азербайджана.
- Верховный Совет Туркменистана — в 1992 году переименован в Меджлис Туркменистана.
- Верховный Совет Эстонии — действовал до 1992 года. Преемник — Рийгикогу.
- Верховный Совет Латвии — действовал до 1993 года. Преемник — Сейм Латвии.
- Верховный Совет Таджикистана — действовал до 1995 года. Преемник — Высшее собрание (Маджлиси Оли) Республики Таджикистан.
- Верховный Совет Армении — в 1995 году переименован в Национальное собрание Армении.
- Верховный Совет Узбекистана — в 1995 году переименован в Олий Мажлис («Верховное Собрание») Республики Узбекистан
- Верховный Совет Украины — с 1996 года Верховная Рада Украины[41].
- Верховный Совет Киргизии — в 1991 году переименован в Жогорку Кенеш[42].

Верховные советы автономных республик
- Верховный Совет Башкирской АССР — действовал до 1993 года. Преемник — Государственное Собрание — Курултай Республики Башкортостан.
- Верховный Совет Бурятской АССР — действовал до 1994 года. Преемник — Народный хурал Республики Бурятия.
- Верховный Совет Карельской АССР — действовал до 1994 года. Преемник — Законодательное собрание Республики Карелия.
- Верховный Совет Тувинской АССР — действовал до 1993 года. Преемник — Верховный Хурал (парламент) Республики Тыва.

Из бывших автономных республик и областей СССР Верховными Советами до сих пор называются парламенты Хакасии, Каракалпакстана и Автономной Республики Крым (в составе Украины).

## Роль совета во власти
По мнению ряда исследователей, Советы всех уровней в СССР не обладали никакой реальной властью и служили лишь декорацией, скрывавшей реальное положение вещей: бесконтрольную власть номенклатуры.

## Официальные печатные издания
- Ведомости Верховного Совета СССР
- Известия
- Советы депутатов трудящихся
- Заседания Верховного Совета СССР ➤

## Место хранения архивного фонда
ГА РФ (б. ЦГАОР)
Фонд № Р-7523, 151 описей, 186143 единиц хранения

## В кинематографе
- Верховный Совет СССР (Ленинградская студия документальных фильмов. (1985 г.)